# Paracassidina bamarook
Paracassidina bamarook är en kräftdjursart som beskrevs av Bruce1994. Paracassidina bamarook ingår i släktet Paracassidina och familjen klotkräftor. Inga underarter finns listade i Catalogue of Life.